# As Daylight Dies
As Daylight Dies (englisch Sowie das Tageslicht erstirbt) ist das vierte Album der US-amerikanischen Metalcore-Band Killswitch Engage. Das Album wurde in Europa am 17. November 2006 via Roadrunner Records veröffentlicht. In Nordamerika kam das Album erst am 21. November 2006 auf den Markt.

## Entstehungsgeschichte
Produziert wurde das Album vom Gitarristen Adam Dutkiewicz. Erstmals übernahm Dutkiewicz das Abmischen und das Mastern des Albums. Auf den beiden Vorgängeralben machte dies Andy Sneap. Die erste Single My Curse wird seit dem 30. Oktober 2006 in den US-amerikanischen Radios gespielt. Am 10. Oktober 2006 tauchte das Album erstmals in den Internettauschbörsen auf. Das deutsche Magazin Rock Hard kürte As Daylight Dies zum Album des Monats. Mitte 2007 wurde eine Special Edition mit vier Bonusliedern veröffentlicht. Der dort beinhaltete Song This Fire Burns befindet sich auch auf der Theme-CD Wreckless Intent der Wrestling-Liga WWE und ist das Entrancetheme von CM Punk, wurde kurzfristig aber auch von Randy Orton gebraucht.
Das Album wurde kürzlich mit Platin ausgezeichnet.

## Stil
As Daylight Dies ist im Vergleich zum Vorgänger verspielter ausgefallen. Allerdings ist es ebenso radiotauglicher und hat somit an Härte verloren, was an Liedern wie My Curse, welches im Radio gespielt wurde, festgemacht werden kann.

## Titelliste
Liedtexte: Howard Jones / Musik: Howard Jones, Adam Dutkiewicz, Joel Stroetzel, Mike D’Antonio, Justin Foley
1. Daylight Dies – 3:59
2. This Is Absolution – 3:35
3. The Arms of Sorrow – 3:50
4. Unbroken – 3:04
5. My Curse – 3:58
6. For You – 4:06
7. Still Beats Your Name – 3:20
8. Eye of the Storm – 3:56
9. Break the Silence – 4:33
10. Desperate Times – 4:33
11. Reject Yourself – 4:37
Bonustitel auf Special Edition:
12. Be One – 3:29
13. Let the Bridges Burn – 4:27
14. This Fire Burns – 3:05
15. Holy Diver – 4:05

## Singleauskopplungen
- 2006: My Curse
- 2007: The Arms of Sorrow
- 2007: Holy Diver (Dio-Cover)

## Chartplatzierungen
| ChartsChartplatzierungen       | Höchstplatzierung | Wochen |
| ------------------------------ | ----------------- | ------ |
| Deutschland (GfK)              | 62 (2 Wo.)        | 2      |
| Österreich (Ö3)                | 68 (1 Wo.)        | 1      |
| Vereinigte Staaten (Billboard) | 32 (22 Wo.)       | 22     |
| Vereinigtes Königreich (OCC)   | 64 (1 Wo.)        | 1      |

## Auszeichnungen für Musikverkäufe
| Land/Region                  | Auszeichnungen für Musikverkäufe (Land/Region, Auszeichnung, Verkäufe) | Verkäufe  |
| ---------------------------- | ---------------------------------------------------------------------- | --------- |
| Vereinigte Staaten (RIAA)    | Platin                                                                 | 1.000.000 |
| Vereinigtes Königreich (BPI) | Gold                                                                   | 100.000   |